# Нейросекреция
Нейросекре́ция — образование и выделение гормонов особыми нервными клетками, называемых нейросекреторными. Гормоны, образованные таким образом, называют нейрогормонами. У низших беспозвоночных нейросекреторные клетки диффузно распределены по нервной системе, у более высокоорганизованных животных наблюдается их сосредоточение в специализированных нейросекреторных центрах.

## Позвоночные
У высших позвоночных животных, включая человека нейрогормоны в основном выделяются гипоталамусом.

## Насекомые
У насекомых нейросекреция сосредоточена в протоцеребруме.

## Дополнительные источники
- Нейросекреция / Алёшин Б. В. // Моршин — Никиш. — М. : Советская энциклопедия, 1974. — С. 418—419. — (Большая советская энциклопедия : [в 30 т.] / гл. ред.  А. М. Прохоров ; 1969—1978, т. 17).